# Opce (právo)
Opce v právu označuje jednostranné právní jednání, kterým dojde k naplnění odkládací podmínky, a tím ke vzniku právních následků jiného právního jednání. Jde např. o právo rozhodnout, zda práva a povinnosti z už uzavřené, ale doposud nikoli právně závazné smlouvy vzniknou či nikoli. Opční právo je právem majetkovým, a proto převoditelným na jiného.
Jiný význam má opce v právu mezinárodním, kde označuje možnost si vybrat („optovat“) z několika možností, zejména si zvolit mezi několika možnými občanstvími, pokud dochází ke změně nositele státní suverenity.